# 1946 en aéronautique
Chronologie de l'aéronautique
- 1942
- 1943
- 1944
- 1945
- 1946
- 1947
- 1948
- 1949
- 1950

Cet article présente les faits marquants de l'année 1946 en aéronautique.

## Évènements

### Janvier
- 10 janvier : un hélicoptère Sikorsky R-5 de l'armée américain établit un record officieux à Stratford (Connecticut), en atteignant une altitude de 6 400 m.
- 19 janvier : premier vol non propulsé du Bell X-1, largué depuis un Boeing B-29 Superfortress.
- 30 janvier : l'aviatrice française Maryse Hilsz, âgée de 44 ans, trouve la mort dans le crash de son bimoteur Siebel Si 204 du Groupe de liaisons aériennes ministérielles, le givre ayant bloqué les commandes de l'appareil. Les sous-lieutenants Martin, Rousset et Bétou qui étaient à ses côtés ne survivront pas à l'accident[1].

### Février
- 6 février : TWA inaugure son premier vol international : New York - Paris.
- 28 février : premier vol du chasseur F-84 Thunderjet.

### Mars
- 4 mars : premier vol du prototype de chasseur australien CAC CA-15 Kangaroo.
- 8 mars : le Bell 47 reçoit sa certification civile pour une exploitation commerciale.
- 21 mars : création au sein de l'US Air Force du Strategic Air Command et du Tactical Air Command.

### Avril
- 24 avril : premier vol des prototypes des premiers chasseurs soviétiques à réaction Yakovlev Yak-15 et Mikoyan-Gourevitch MiG-9.

### Mai
- 9 mai : premier vol de l'avion léger français SUC-10 Courlis.
- 22 mai : premier vol de l'avion d'entraînement de Havilland Canada DHC-1 Chipmunk.
- 17 mai : premier vol du prototype de bombardier Douglas XB-43 Jetmaster.
- 31 mai : ouverture de l'aéroport de Londres Heathrow.

### Juin
- 25 juin : premier vol de l'aile volante Northrop YB-35 à Muroc Dry Lake (Californie).

### Juillet
- 7 juillet : Howard Hughes qui réalise le premier vol d'essai de l'avion de reconnaissance XF-11 s'écrase sur trois maisons de Beverly Hills[2].
- 21 juillet : le McDonnell FH-1 Phantom effectue un cycle appontage/décollage sur le porte-avions USS Franklin Roosevelt, devenant le premier appareil équipé seulement de réacteur opérationnel à partir d'un porte-avions.
- 24 juillet : Bernard Lynch effectue la première éjection depuis un avion au sol, en l'occurrence un Gloster Meteor équipé d'un siège Martin-Baker.
- 27 juillet : premier vol du prototype 392 préfigurant le chasseur à réaction embarqué britannique Supermarine Attacker.
- 31 juillet : création de la compagnie aérienne Scandinavian Airlines System (SAS) fruit d'une alliance des compagnies aériennes suédoises, norvégiennes et danoises..

### Août
- 1er août : création de la British European Airways Corporation.
- 8 août : premier vol du bombardier B-36, le plus grand bombardier jamais mis en œuvre aux États-Unis.
- 17 août : le sergeant L. Lambert est le premier pilote à s'éjecter d'un avion à réaction, un Northrop P-61 Black Widow volant à 483 km/h et 2 375 m d'altitude.

### Septembre
- 16 septembre : création de la compagnie aérienne italienne Alitalia.
- 19 septembre : création de la compagnie aérienne portugaise Transportes Aéreos Portugueses (TAP).
- 24 septembre : création de la compagnie aérienne hongkongaise Cathay Pacific.
- 27 septembre : l'avion expérimental De Havilland DH 108 se désintègre en vol en causant la mort de son pilote Geoffrey de Havilland Jr.
- 29 septembre-1er octobre : un Lockheed P2V Neptune améliore le record de distance sans escale ni ravitaillement en vol : 18 082 km.

### Octobre
- 6 octobre : premier vol sans escale entre Hawaii et Le Caire en passant par le pôle Nord soit 17 500 km, réalisé par un Boeing B-29 Superfortress.

### Novembre
- 1er novembre : le dirigeable non rigide XM-1 de l'US Navy bat le record du monde d'endurance sans l'assistance d'un ravitaillement en vol, en volant pendant 170 h.
- 11 novembre : premier vol du premier avion à réaction français : le SO.6000 Triton de la SNCASO sur la base d'Orléans-Bricy.
- 15 novembre : salon de l'aéronautique au Grand Palais, à Paris.
- 16 novembre : premier vol du bimoteur de transport civil suédois Saab 90 Scandia.

### Décembre
- 9 décembre : premier vol propulsé sur la base de Muroc Dry Lake (Californie), du Bell X-1, premier avion-fusée américain, qui atteindra plus tard une vitesse de plus de 2 700 km/h.